# Турдинула короткохвоста
Турдину́ла короткохвоста (Gypsophila brevicaudata) — вид горобцеподібних птахів родини Pellorneidae. Мешкає в Південно-Східній Азії.

## Опис

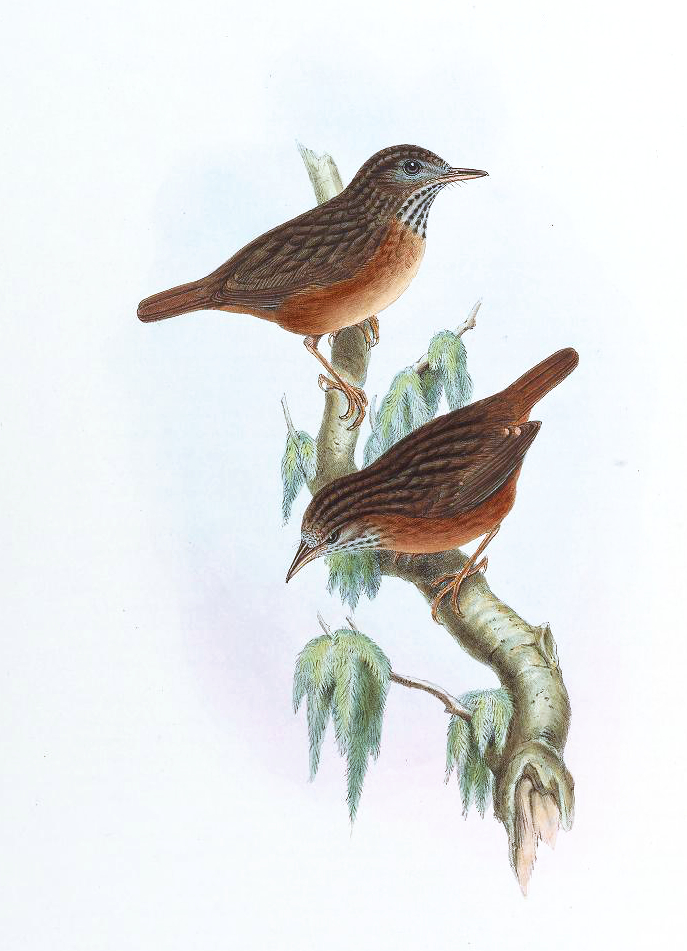
Короткохвості турдинули

Довжина птаха становить 12-17 см. Верхня частина тіла сіро-коричнева, поцяткована чорнуватим лускоподібним візерунком. На тімені білі плямки. Обличчя світло-сіре, "брови" відсутні. Горло і груди білі, поцятковані широкими сіро-коричневими смугами. Решта нижньої частини тіла рудувата. Хвіст відносно короткий.

## Підвиди
Виділяють сім підвидів:
- G. b. striata (Walden, 1871) — від Північно-Східної Індії (на південь від Брахмапутри) до південно-західної М'янми;
- G. b. brevicaudata (Blyth, 1855) — західний Юньнань, північна, східна і південно-східна М'янма та західний і північний Таїланд;
- G. b. stevensi (Kinnear, 1925) — південно-західне Гуансі і північний Індокитай;
- G. b. proxima (Delacour, 1930) — центральний В'єтнам і південний Лаос;
- G. b. rufiventer (Delacour, 1927) — південний В'єтнам (плато Далат[en]);
- G. b. griseigularis (Delacour & Jabouille, 1928) — південно-східний Таїланд і південно-західна Камбоджа;
- G. b. leucosticta (Sharpe, 1887) — південний Таїланд і Малайський півострів.

## Поширення і екологія
Короткохвості турдинули мешкають в Індії, Китаї, М'янмі, Таїланді, Лаосі, В'єтнамі, Камбоджі і Малайзії. Вони живуть у вологих рівнинних і гірських тропічних лісах. Зустрічаються на висоті від 300 до 2100 м над рівнем моря в Індії, на висоті до 610 м над рівнем моря в Малайзії та на висоті до 1830 м над рівнем моря на решті ареалу.

## Поведінка
Короткохвості турдинули зустрічаються парами або невеликими зграйками. Живляться комахами і дрібними равликами, яких шукають в густій рослинності середж каміння. Сезон розмноження триває з січня по липень. Гніздо чашоподібне або куполоподібне, робиться з сухого листя, трави і корінців, розміщується на землі серед каміння. В кладці 3-4 яйця.